# Увязь
Увязь — река в России, протекает в Шиловском районе Рязанской области. Устье реки находится в 519 км по правому берегу реки Ока. Длина реки составляет 17 км, площадь водосборного бассейна 94,4 км².

## Данные водного реестра
По данным государственного водного реестра России относится к Окскому бассейновому округу, водохозяйственный участок реки — Ока от города Рязань до водомерного поста у села Копоново, без реки Проня, речной подбассейн реки — бассейны притоков Оки до впадения Мокши. Речной бассейн реки — Ока.
По данным геоинформационной системы водохозяйственного районирования территории РФ, подготовленной Федеральным агентством водных ресурсов:
- Код водного объекта в государственном водном реестре — 09010102212110000026192
- Код по гидрологической изученности (ГИ) — 110002619
- Код бассейна — 09.01.01.022
- Номер тома по ГИ — 10
- Выпуск по ГИ — 0